# 木村和誠
木村 和誠（きむら かずのぶ、1880年〈明治13年〉 - 1953年〈昭和28年〉）は、日本の畜産学者、農学博士、東京帝国大学教授。

## 略歴
- 1880年（明治13年） - 誕生。
- 農林省畜産試験場長
- 東京帝国大学農学部 教授
- 1936年（昭和11年）6月2日 - 農学博士号（東京帝国大学）授与
- 1953年（昭和28年） - 死去。

## 著作物

### 著書
- 1934年 - 『本邦養鶏の産卵能力増進に就て』 農林省畜産試験場
- 1936年 - 『畜産学. 1』 帝大プリント聯盟
- 1937年 - 『畜産学. 2』 帝大プリント聯盟
- 1946年 - 『畜産総論』 養賢堂

### 監修
- 1944年 - 『日本養鶏史』 帝国畜産会
- 1948年 - 『家畜飼養』（日本畜産学） 海塩義男（著） 共立出版
- 1949年 - 『和牛』（日本畜産学） 石原盛衛（著） 共立出版
- 1950年 - 『家畜の解剖・生理・發生』（日本畜産学） 吉川徹雄（著） 共立出版

### 博士論文
- 『鶏ニ於ケル産卵能力ノ遺伝ニ関スル統計的研究』 東京帝国大学

## 親族
- 娘婿：木村儀三郎 - 画家